# Gian Tommaso Scarascia Mugnozza

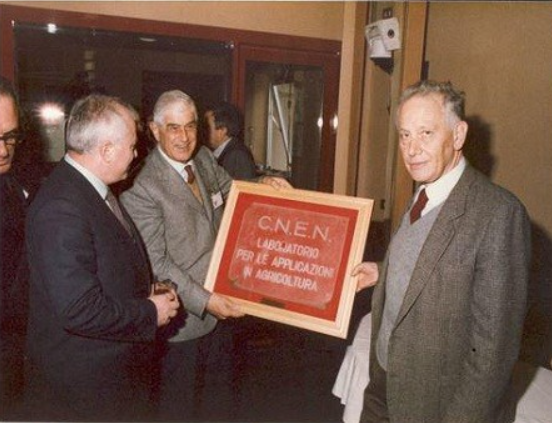
Casaccia 1985, inaugurazione del laboratorio ricerche

Gian Tommaso Scarascia Mugnozza (Roma, 27 maggio 1925 – Roma, 28 febbraio 2011) è stato un agronomo italiano.

## Biografia
Laureato in agraria all'Università di Bari nel 1946, professore ordinario dal 1968. Dal 2001 è stato professore emerito presso l'Università di Viterbo, e nel 2004 ha ricevuto la laurea honoris causa in biotecnologia dall'Università di Napoli.
È stato, tra l'altro, direttore del laboratorio ENEA della Casaccia, preside della Facoltà di Agraria dell'Università di Bari, presidente della Commissione per l'Agricoltura e le Foreste del CNR, presidente della Conferenza dei Rettori delle Università Italiane e per molti anni rettore dell'Università degli Studi della Tuscia di Viterbo.
È stato presidente dell'Accademia Nazionale delle Scienze detta Accademia dei Quaranta, presidente della commissione per il monitoraggio della Tenuta Presidenziale di Castelporziano e membro del programma della FAO per la sicurezza alimentare. Ha fatto parte inoltre di numerosi enti, accademie e fondazioni in Italia e negli Stati Uniti tra cui l'Accademia Nazionale dei Lincei, la Società Italiana di Genetica Agraria, la Società Italiana di Ecologia, l'Accademia di Agricoltura di Torino, l'Accademia dei Georgofili, l'America Society of Agronomy, la European Society of Plant Improvement, la New York Academy of Sciences, la Fondazione Italia USA. È anche vicepresidente del comitato scientifico dell'Expo 2015.
Nel 1974, il Centro della Casaccia dell'ENEA, sotto la direzione di Scarascia Mugnozza,  registrò il Frumento duro (Triticum durum) “Creso”, ottenuto mediante ibridazione tra prodotti di incrocio interspecifico del CIMMYT e una mutante indotta da raggi X nel frumento duro Senatore Cappelli.. Tale cultivar ebbe immediata diffusione per la sua larga adattabilità, produttività, e buone qualità di pastificazione (negli anni ‘80 e '90 ha rappresentato più della metà della produzione nazionale di grano duro). La varietà è ancor oggi largamente diffusa in Italia rappresentando quasi il 10% della produzione nazionale di frumento duro. Inoltre, si può considerare che buona parte della  produzione mondiale di frumento duro è ottenuta da varietà derivate dal Creso.
Nel 1994 si è candidato alle elezioni politiche nel collegio di Viterbo con il Patto per l'Italia di Mario Segni, non risultando eletto.
Gli è stata conferita la Laurea honoris causa in biotecnologie presso l'Università "Federico II" di Napoli.
È morto il 28 febbraio 2011 all'età di 85 anni.

## Riconoscimenti
- Premio Santoro dell'Accademia dei Lincei (1966)
- Premio Villa San Giovanni (1976)
- Premio De Marchi (1981)
- Premio Cerere (1981)
- Premio Agricoltura 2000 (1986)
- Premio Barilla Alimentazione (1987)
- Premio Invernizzi (1995)